# Святой Пётр (яхта)
«Святой Пётр» — первая морская яхта молодого царя Петра I.

## Описание судна

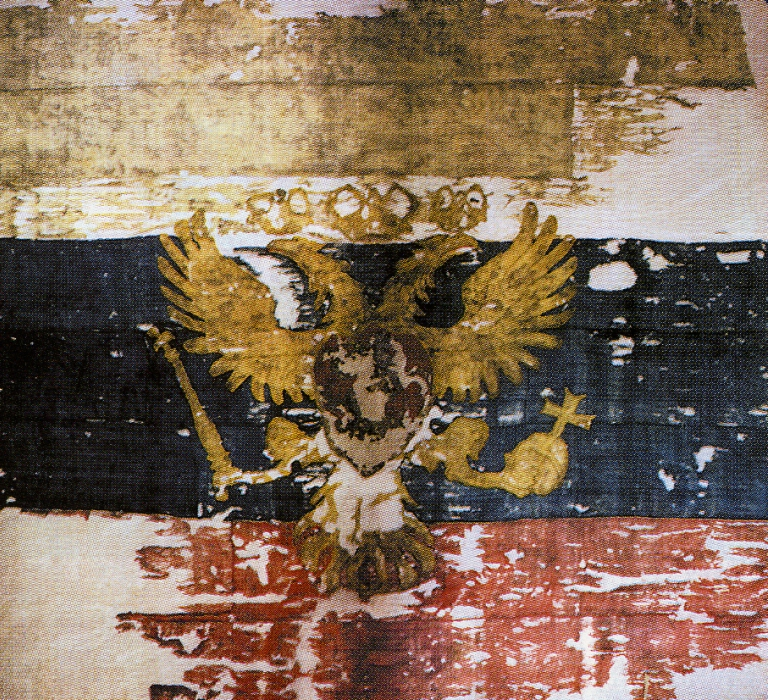
Корабельный штандарт с яхты «Святой Пётр»

Небольшая парусная яхта с деревянным корпусом и одной мачтой с прямым и косым парусами голландского образца, длина судна составляла 17 метров, а ширина 5,7 метра, вооружение состояло из двенадцати 2,5- и 3-фунтовых орудий. По бортам подвешивались шверцы (балансиры) для большей устойчивости в бурном море.
На яхте был впервые поднят российский судовой штандарт — этот флаг, являясь национальной реликвией, представляет собой старейший из сохранившихся российских триколоров. Длительное время он хранился в 
архангельском Троицком кафедральном соборе, а в 1910 году, по указу Николая II, перевезён в С-Петербург, где и хранится в Центральном Военно-Морском музее Санкт-Петербурга.
Яхта была одним из 18 парусных и парусно-гребных судов Российского императорского флота, носивших это наименование. В составе Балтийского флота также несли службу 6 парусных линейных кораблей 1720, 1741, 1760, 1786, 1794 и 1799 годов постройки, один парусный фрегат 1710 года постройки и галера 1704 года постройки, а также захваченный у шведов в 1704 году галиот, бригантина, купленная в 1787 году, и гукор, купленный в 1772 году. В составе Черноморского флота служил одноимённый бомбардирский корабль, переоборудованной в 1788 году из галиота «Тарантул», в составе Каспийской флотилии — 2 гекбота 1723 и 1726 годов постройки и  шнява 1746 года постройки, а в составе Охотской флотилии пакетбот 1740 года постройки, затем гукор, построенный в 1742 году из разбившегося одноимённого пакетбота и галиот 1768 года постройки.

## История службы
Яхта «Святой Пётр» была построена в Холмогорахе по царскому указу весной 1693 года. Постройку судна вели голландские корабельные мастера П. Бас и Г. Янсен, а её украшения изготовил «резного дела мастер» Ф. Иевлев.
Пётр I первый раз вышел в море на «Святом Петре» 6 (16) августа 1693 года во время посещения им Архангельска. Яхта сопровождала уходившие из Архангельска голландские и английские купеческие суда и дошла с ними до восточных берегов Кольского полуострова, устья реки Поной и Трёх островов в Горле Белого моря. Плавание продолжалось в течение 6 дней и 10 (20) августа 1693 года вернулась в Архангельск.
В мае следующего, 1694 года он снова приезжает в Архангельск, из которого, опять на яхте «Святой Петр», 29 мая (8 июня) выходит в плавание до Унской губы и Соловецкого монастыря. Во время этого плавания яхта выдержала сильный шторм, во время которого находившиеся на борту духовные лица даже убедили Петра I исповедаться и приобщиться перед близкой смертью. Однако яхте удалось пережить шторм и, после непродолжительного пребывания царя на Соловках, 13 (23) июня вернуться в Архангельск.
В том же году с 14 (24) августа по 21 (31) августа яхта в составе отряда из 3 судов, включавшего помимо самой яхты фрегаты «Святой Павел» и «Святое Пророчество», также совершила плавание, сопроводив очередной караван купеческих судов, уходящий по Белому морю из Архангельска, до мыса Святой Нос,т.е. до выхода в океан. После чего все три судна вернулись в Архангельск. При этом во время плавания из-за ошибки командира яхты контр-адмирала Патрика Гордона она чуть не налетела на скалы и не разбилась. По признанию самого контр-адмирала «только Божественное провидение» спасло судно от гибели.
Летом 1699 года во время шторма на Северной Двине яхта была сорвана с якоря и выброшена на береговую отмель, однако позже снята с отмели, отремонтирована и вновь введена в состав флотилии. В августе 1702 года вновь совершила плавание их Архангельска до Соловецких островов в составе флотилии. После этого в море больше не выходила.

### Дальнейшая судьба
Яхта стала первым в Архангельске музейным объектом, была поставлена на берегу реки Повракулка. Указом 1723 года предписывалось «ежели той яхты хотя остатки найдутся, то оные извольте в удобном месте поставить и приказать беречь». В конце 20-х годов XVIII века был сделан осмотр яхты для возможного дальнейшего использования, но корпус буквально рассыпался, что отправлять её в море было просто опасно. По указу архангельское начальство не решалось разобрать шхуну и в итоге корабль без должного ухода развалился сам собой, а в ноябре 1729 года останки яхты были разобраны.

## Создание копии
В 2003—2015 годах Соловецким Морским музеем Товарищества Северного мореходства на верфи музея на Сельдяном мысу Большого Соловецкого острова была построена реплика яхты «Святой Пётр» (3/4 от исходного размера). Новое судно предназначено, в первую очередь, для проведения историко-этнографических экспедиций Соловецкого Морского музея по Белому морю и за его пределами. Летом 2015 года яхта получила регистрацию и совершила первый (испытательный) поход по Белому морю протяженностью более 900 морских миль. Участники плавания посетили места, где на историческом корабле помимо Соловков побывал Петр I: Архангельск, Пертоминск и архипелаг Три острова в северной части Белого моря. В 2016—2018 годах в рамках экспедиций Соловецкого Морского музея «Святой Петр» ходил вдоль Летнего, Онежского, Поморского, Карельского, Терского и Зимнего берегов Белого моря и Мурманского берега Баренцева моря до Кольского залива и Мурманска. 
У судна много отличий от петровской яхты, но при этом сохранен её общий облик. При постройке применялись новейшие технологии деревянного судостроение. Яхта оборудована дизельным двигателем и полным комплектом современного навигационного оборудования и средств связи. Водоизмещение — 32 тонны, осадка — 1,9 м, крейсерская скорость в спокойной воде — 6 узлов, парусное вооружение — грот-гафель, стаксель и кливер, а также прямой парус и штормовой трисель. Максимальный экипаж яхты — 12 человек. «Святой Пётр» способен находиться в автономном плавании около двух недель.

### Комментарии
1. ↑  По другим данным с 13 (23) августа по 20 (30) августа[6].